# Magnus Bengtsson (Natt och Dag)
Magnus Bengtsson (Natt och Dag), även omnämnd som Måns, död mellan 1473 och 1477, var en svensk riddare, riksråd och lagman i Närke, herre till Göksholm och Brokind i Östergötland. Han var son till Bengt Stensson (Natt och Dag), men är för eftervärlden känd för att han våren 1436 slog ihjäl Engelbrekt Engelbrektsson. 
Omnämnd som småsven hos Engelbrekt och väpnare år 1434.
Magnus Bengtsson deltog i mötet i Arboga januari 1435 när troheten mot kung Erik sades upp, och undertecknade även förlikningsfördraget med denne i Halmstad oktober 1435. Motivet var sannolikt den konflikt som fanns mellan Engelbrekt och Magnus Bengtssons far och farbröder.
Han straffades aldrig för mordet utan vistades de följande åren tidvis utomlands. I november 1437 utfärdar han ett brev i Lund. I mars 1439 begav han sig till Gotland med sina farbröder Bo och Nils Stensson för att träffa Erik av Pommern. Därifrån återvände de till Östergötland, dit Karlskrönikan hävdar att han skall ha flytt hals över huvud då han hört hur Karl Knutsson jagat Nils Stensson och hans män på flykten.
Omnämnd som riddare år 1442.
Därefter saknas han i dokumenten fram till 1443, då han i Örebro tillsammans med fadern undertecknar ett morgongåvebrev. Vid 1448 års kungaval tycks han tillsammans med fadern, farbrodern Bo Stensson och kretsen kring släkten Oxenstierna ha tagit ställning mot Karl Knutssons val till kung. 1450 ingick han i riksrådet, och var åtminstone 1450 och 1451 hövitsman på Brandaborg. Vid Karl Knutssons avsättning 1457 deltog han med sina släktingar i upproret, men verkar senare på 1460-talet ha stött motståndet mot Jöns Bengtsson (Oxenstierna), vid belägringen av Örebro 1467 överlät Ivar Axelsson ansvaret för belägringen på Magnus Bengtsson och Arvid Birgersson Trolle medan han själv begav sig till Stockholm.
Magnus Bengtsson efterträdde även sin far som lagman i Närke. Han förde inte ätten Natt och Dags vapen utan sin mors, Magnus Marinasons ätts vapen. År 1465 instiftade han ett anniversarium för sig och sin familj vid Julita kloster. I äldre källor uppges att han även begravdes där, men en källa från 1496 visar att han i själva verket begravdes i Arboga franciskankloster.

## Äktenskap
Gift med Märta Clausdotter (Plata), barn:
1. Birgitta Månsdotter

Gift från 13 november 1458 med Märta Månsdotter (Tre Rosor till Horshaga), som levde 1463, men var död 1466.
Gift från 28 september 1466 med Ermegard Fikkesdotter Bülow, barn:
1. Kerstin Månsdotter (Natt och Dag), gift med Sigge Larsson (Sparre)
2. Johan Månsson.